# Didymocarpus pulcher
Didymocarpus pulcher är en tvåhjärtbladig växtart som beskrevs av Charles Baron Clarke. Didymocarpus pulcher ingår i släktet Didymocarpus och familjen Gesneriaceae. Inga underarter finns listade i Catalogue of Life.